# Arkadius
Arkadius, później AFKAA – Artist Formerly Known As Arkadius, właśc. Arkadiusz Weremczuk (ur. 5 lipca 1969 w Parczewie) – polski projektant mody i artysta tworzący w Salvadorze.
Laureat New Generation Award from British Fashion Council and Elle Style Award i NESTA Award.

## Życiorys
W latach 1988–1992 studiował na Wydziale Pedagogicznym w Uniwersytecie Jagiellońskim. Po przerwanych studiach pracował w Toskanii i Monachium. Absolwent londyńskiej Central Saint Martins College of Arts and Design. W 1999 zaprezentował swój pokaz dyplomowy. W Londynie odbył kilkumiesięczny staż w Domu Mody Alexandra McQueena.
Ubierał liczne gwiazdy show-biznesu, m.in. Björk, Janet Jackson, Christinę Aguilerę. Jego okulary nosili m.in. Brad Pitt, Gwen Stefani, Justin Timberlake.
W styczniu 2002 otworzył butik przy Porchester Place 7 w okolicy dworca kolejowego Paddington w centrum Londynu. W maju 2003 otworzył butik przy ul. Mokotowskiej 49 w Warszawie. W styczniu 2015 stworzył markę modową pod nazwą „P-iFASHION” („Politically Incorrect FASHION”).

## Wpływ na popkulturę
Powstały dwa filmy dokumentalne o Arkadiusie: Arkadius, życie na szpilkach (2000) i W cieniu Don Giovanniego (2003; reż. Rafael Lewandowski).
W 2004 Zachęta Narodowa Galeria Sztuki zaprezentowała zdjęcia z pokazów mody Arkadiusa. W czerwcu 2024 Centralne Muzeum Włókiennictwa w Łodzi zaprezentowało wystawę „Arkadius. Wielkie namiętności. Konfrontacje” pokazującą twórczość Arkadiusa.

## Kolekcje Arkadiusa
- 2016: 'Invisible Collection, Invisible Conception’, druga kolekcja marki: „P-iFASHION – Politically Incorrect Fashion”
- 2015: „Arkadius is dead! Long live P-iFashion! pierwsza kolekcja marki „P-iFASHION – Politically Incorrect Fashion”[7]
- A/W 2005: ‘Le Cock’ – kolekcja inspirowana kogutem
- A/W 2004: ‘Le Freak C’est Chic’ – kolekcja inspirowana teatrem Eugene Ionesco
- S/S 2004: 'United States of Mind’ – kolekcja inspirowana sytuacją polityczną na świecie, głos w walce z uprzedzeniami i fanatyzmem. Kolekcja łączyła wzory z flag arabskich i amerykańskiej
- A/W 2003: ‘Urban Orchid’ – kolekcja inspirowana orchideą oraz silna kobieta Nowego Jorku
- A/W 2002: 'The House of Plesure’ – kolekcja inspirowana Pin Um Girls, między innymi Betty Page
- S/S 2002: „Virgin Mary wears the trousers” – kolekcja symboli nawiązującą do różnych religii
- A/W 2001: 'Prostitution?' – kolekcja inspirowana sprzedawaniem się
- S/S 2001: ‘Paulina’ kolekcja inspirowana polskim folklorem
- A/W 2000: ‘Queen of Sheba’ – kolekcja inspirowana malarstwem brazylijskiej artystki: Ana Maria Pacheco
- S/S 2000: 'Lucina, O!' – kolekcja inspirowana twórczością brytyjskiego artysty Allena Jonesa
- Graduation Collection: 'Semen of the Gods’, czerwiec 1999

## Inne projekty Arkadiusa
- 2004: Farol Design Hotel Portugal – projekt wnętrza
- 2008: Kolekcja „Urban Orchid” – limitowana kolekcja pościel dla firmy WOOL STAR projektu Arkadiusa[8]

## Pokazy mody
- 1999: Pokaz kolekcji „Semen of the Gods’, kolekcja dyplomowa w St Martin’s College of Art and Design, Londyn
- S/S 2000: Pokaz kolekcji „Lucina, O!”, London Fashion Week, Tydzień mody, Londyn
- A/W 2000: Pokaz kolekcji „Queen of Sheba”[9] London Fashion Week, Tydzień mody, Londyn
- S/S 2001: Pokaz kolekcji „Paulina”, London Fashion Week, Tydzień mody, Londyn
- S/S 2001: Pokaz kolekcji „Paulina”, Biblioteka Uniwersytecka w Warszawie
- A/W 2001: Pokaz kolekcji „Prostitution?”, London Fashion Week, Tydzień mody, Londyn
- 2001: Pokaz kolekcji „Noc świętojańska”, Łazienki Królewskie w Warszawie
- S/S 2002: Pokaz kolekcji „Virgin Mary Wears The Trousers”, London Fashion Week, Tydzień mody, Londyn
- A/W 2002: Pokaz kolekcji „The House of Pleasure”, London Fashion Week, Tydzień mody, Londyn
- A/W 2003: Pokaz kolekcji „Urban Orchid”, New York Fashion Week, Tydzień mody, New York
- S/S 2004: Pokaz kolekcji „United States of Mind’, London Fashion Week, Tydzień mody, Londyn
- A/W 2004: Pokaz kolekcji „Le Freak, C’est Chic”, London Fashion Week, Tydzień mody, Londyn
- A/W 2005: Pokaz kolekcji „Le cock”, Athens Fashion Week, Tydzień mody, Ateny

## Spektakle operowe
- 2007: opera „Don Giovanni” reżyseria Mariusz Treliński, Dyrektor Artystyczny Plácido Domingo, Los Angeles Opera – projekt kostiumów.
- 2003: opera „Don Giovanni” reżyseria Mariusz Treliński, Dyrektor Artystyczny Plácido Domingo, Los Angeles Opera – projekt kostiumów.
- 2002: opera „Don Giovanni” reżyseria Mariusz Treliński, Teatr Wielki w Warszawie – projekt kostiumów[10].

## Wzmianki prasowe
- ‘Some say avant-garde young designer Arkadius is, like Byron, mad, bad and dangerous to know. Others think he is a fashion great genius’ (Colin McDowell for Elle UK, maj 2002)
- ‘... think of Arkadius as the Alexander McQueen.... dresses with complicated cuts...’ (Sarah Mower, American Vogue – Style.com, wrzesień 2001)
- ‘…a powerful and poetic show... that demonstrated London’s ability to produce designers with unbridled creative energy and passion’ (Suzy Menkes, The International Herald Tribune, 28 września 1999)
- ‘Fashion’s latest fairy tale... His designs tread the fine line between die-hard glamour and raw-edged avant garde.’ (Philip Utz, Harper’s Bazaar, US, wrzesień 1999)
- ‘Arkadius generated buzz the way Mr McQueen did … One comes to London for… people like Arkadius’ (Cathy Horyn, The New York Times, 29 września 1999)

### Filmografia
- 2000: „Arkadius, życie na szpilkach” – film dokumentalny reżyseria Tomasz Magierski (60 min)[11]
- 2003: „W cieniu Don Giovanniego” – film dokumentalny reżyseria: Rafael Lewandowski (75 min)[12]

### Wystawy sztuki
- „Arkadius. Wielkie namiętności. Konfrontacje”. Centralne Muzeum Włókiennictwa (9 of czerwiec 2024 – 27 lipca 2025) Łódź, Poland
- Browns Windows – (czerwiec – lipiec 1999), Londyn.
- Judith Clark Costume Gallery – Londyn (lipiec – wrzesień 1999), Londyn.
- ‘Fashion in Motion’ – Victoria & Albert Museum (26 stycznia 2000), Londyn.
- ‘Out of the Closet’ – Sotheby’s, Bond Street, Londyn (11–17 lutego 2000), Londyn.
- Design of Christmas Tree – Invitation by Marie-Christiane Marek at the Centre de Pompidou (grudzień 2000), Paryż.
- Design of Christmas Tree – Invitation by Marie-Christiane Marek at the Espace Pierre Cardin (grudzień 2001), Paryż.
- Fashion of Architecture – curated by Bradley Quinn, Hoxton Gallery (luty 2004), Londyn.
- 2004: Zachęta Narodowa Galeria Sztuki – wystawa zdjęć z pokazów kolekcji Arkadiusa, Warszawa.
- Malign Muses – Mode Museum Antwerp, Belgia (wrzesień 2004 – luty 2005), Londyn.
- When Fashion Turns Back – Victoria & Albert Museum, curated by Judith Clark (marzec – maj 2005) Londyn.
- Fashion VS Religion – Mode Museum Hasselt – Hasselt, Belgia (26 czerwca 2010 – 9 stycznia 2011), Hasselt.